# Baskoiulus stammeri
Baskoiulus stammeri är en mångfotingart som beskrevs av Karl Wilhelm Verhoeff 1938. Baskoiulus stammeri ingår i släktet Baskoiulus och familjen kejsardubbelfotingar. Utöver nominatformen finns också underarten B. s. sancipriani.